# Robson Valley
Robson Valley är en dal i Kanada.   Den ligger i provinsen British Columbia, i den centrala delen av landet, 3 300 km väster om huvudstaden Ottawa.
I omgivningarna runt Robson Valley växer i huvudsak barrskog. Trakten runt Robson Valley är nära nog obefolkad, med mindre än två invånare per kvadratkilometer.